# Oreodera mocoiatira
Oreodera mocoiatira är en skalbaggsart som beskrevs av Maria Helena M. Galileo och Martins 1998. Oreodera mocoiatira ingår i släktet Oreodera och familjen långhorningar. Inga underarter finns listade i Catalogue of Life.